# 赫瑟尔贝格-海尼希
赫瑟尔贝格-海尼希（德語：Hörselberg-Hainich）是德国图林根州的一个市镇。总面积141.95平方公里，总人口6313人，其中男性3235人，女性3078人（2011年12月31日），人口密度44人/平方公里。